# سنوراوات
السنوراوات (الاسم العلمي: Felinae) اسم لأسرة تحت فصيلة السنوريات، وهي تضم عدة أجناس مثل القطط، الفهد، عناق الأرض، الوشق، وأسد الجبال.